# Unión Deportiva España
La Unión Deportiva España, o Unión Deportiva de España, también conocido como España de Tánger, fue un club de fútbol español fundado en Tánger. La Unión Deportiva España fue uno de los equipos de la Segunda División Española durante los años 50.
Hasta la independencia marroquí, la competición de fútbol en el protectorado español (al cual solo perteneció Tánger entre 1940 y 1945) estaba dirigida por la Liga Española de Fútbol. En Marruecos había otros equipos de origen español, como la Unión Deportiva Sevillana, la Unión Tangerina, el Fútbol Club Iberia o el Club Atlético Tetuán. 
Tras la independencia de Marruecos, el club fue absorbido por el Algeciras Club de Fútbol, y a resultas de esa absorción el club andaluz se llamó España de Algeciras Club de Fútbol en 1956. Sin embargo, posteriormente volvió a su nombre original de Algeciras Club de Fútbol.
- Datos: Q267892